# Rembrandt Bugatti
Rembrandt Bugatti (Milán, 16 de octubre de 1884-París, Francia, 8 de enero de 1916) fue un escultor italiano, especialista en la recreación de animales.

## Biografía
Nacido en una familia de artistas, Rembrandt Bugatti era el segundo hijo de Carlo Bugatti (1856-1940) y Teresa Lorioli, hermano del constructor automotriz Ettore Bugatti y sobrino de Giovanni Segantini. El nombre fue escogido por el padrino Ercole Rosa, escultor y autor del monumento a Víctor Manuel II en la plaza de la Catedral de Milán. 
Su padre era un importante diseñador, sobre todo de muebles y alhajas, pero también de tejidos, cerámica y metales, en estilo Art Nouveau. Vivió en un ambiente culturalmente estimulante, continuamente rodeado por artistas que frecuentaban la casa de sus padres. En 1902, la familia se traslada a París.
De niño frecuentaba el taller de su padre y ya desde pequeño fue animado a realizar pequeñas esculturas con plastilina y con arcilla. Una particular influencia, fue de la del escultor ruso amigo de la familia Pável Trubetskói (1866-1938). Rembrandt Bugatti comenzó a trabajar muy joven con Adrian Hébrard, dueño de una galería de arte. 
Empezó con la escultura en bronce, valorado y promovido por Hébrard. Su amor por la naturaleza lo llevó a emplear mucho tiempo en una reserva natural, ubicada cerca del Jardin des Plantes en París y en el zoo de Amberes donde estudiaba las características y las costumbres de los animales exóticos. Sus esculturas de animales como elefantes, panteras y leones se hicieron muy populares, tanto que constituyen su obra más preciada.
Su hermano Ettore Bugatti se hizo uno de los más famosos fabricantes de automóviles del mundo en la época, y su elefante de plata, símbolo del "Bugatti Royale", fue una de sus producciones más originales.

## Depresión y suicidio

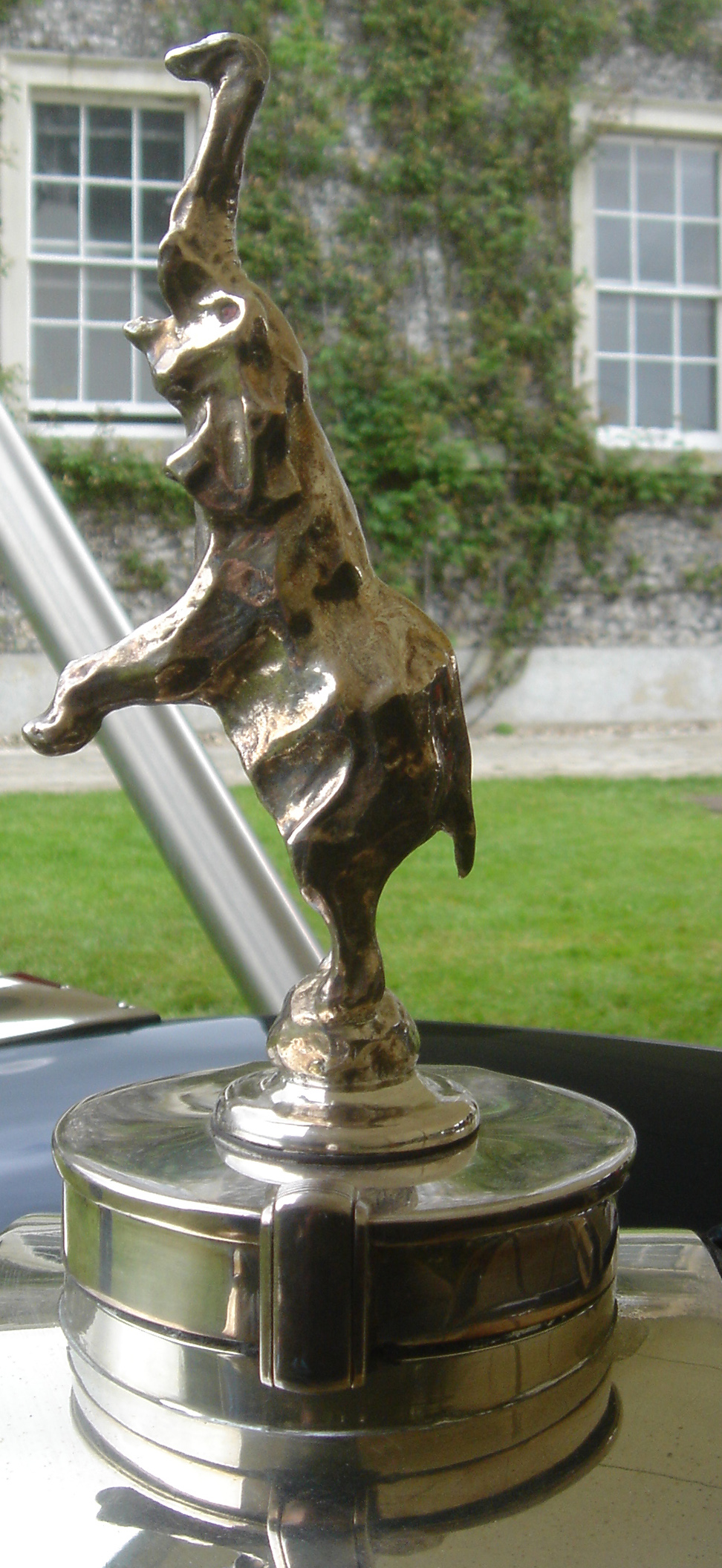
Tapón del radiador del "Bugatti Royale" Type 41 de 1927, con el "Elefante plateado", escultura de Rembrandt Bugatti.

Rembrandt Bugatti se ofreció como voluntario médico al estallar la Primera Guerra Mundial en un hospital militar en Amberes, una experiencia que desató en él una depresión, agravada por problemas financieros derivados de no poder dedicarse a su actividad artística. Que el zoológico de Amberes se viera obligado a empezar a sacrificar animales por falta de alimento, lo afectó profundamente porque muchos de ellos le habían servido como modelos o tema. En 1916, con tan sólo 31 años, se suicidó inhalando gas. Fue sepultado en la tumba de su familia, situada en un panteón en la región francesa de Alsacia. 
Sus obras aún tienen un gran valor; se cree que un bronce suyo, de 1909 a 1910, el Babouin Sacré Hamadryas (que representa un babuino), fue vendido en una subasta por 2,56 millones de dólares.
Buena parte de su trabajo se encuentra en el Museo d'Orsay, en París, donde hay 61 esculturas entre ellas Pantera marchando, Elefante blanco, Jirafas, León de Nubia y Dos llamas.

## Enlaces
- Alfred Barye
- Émile Guillemin